# Madness (canção)
"Madness" é uma canção da banda britânica de rock Muse, que estará em seu sexto álbum de estúdio intitulado The 2nd Law. Ela foi lançada em 20 de agosto de 2012 como o segundo single do disco.

## Composição
"Madness", de acordo com a revista NME, possui influências claras da canção "I Want to Break Free" do Queen e do álbum Scary Monsters and Super Creeps do David Bowie.
Um preview feito pelo site francês Jeuxactu disse que a música lembra a sonoridade da banda Depeche Mode e a descreveu como "calma, lânguido e doce". A canção foi comparada a faixa "Undisclosed Desires" do The Resistance, lançado em 2009 pela banda.
O guitarrista da banda, Matt Bellamy, disse que a canção fala sobre uma reflexão pessoal depois de uma briga com uma namorada; e depois que ela partiu, ele percebe que "sim, ela estava certa, não é?". Em outra entrevista, Bellamy disse que a canção é uma tentativa de resumir a sonoridade do novo álbum e que a música tem influências de blues com um pouco de gospel, soul e R&B. Ele então concluiu dizendo que "esta é a canção que mais que dá orgulho no álbum".

## Lançamento e recepção
A canção foi oficialmente liberada pela BBC Radio 1 em 20 de agosto de 2012. Um video da música, com a letra, foi então liberado pela banda em seu canal no Youtube.
Apesar da música ter inicialmente dividido a opinião de muitos fãs, o single acabou sendo um sucesso comercial e também foi muito bem recebido pela crítica especializada. A revista NME descreveu a canção como "pegando o som definido da “música base” e a usando para criar uma música sexy, tranquila e colante." A análise da revista descreve o single como "brilhante" e disse que a canção era uma "evolução".
O site Diffuser.fm disse que o single "não parece com o Muse que se estabeleceu como uma das maiores bandas de rock da atualidade" mas "a combinação de sons estranhos soa melhor do que o esperado". O site deu a canção uma nota 8 de 10. A Rolling Stone disse que, com esta música, o Muse "muda de um baixo bombástico enquanto Matthew Bellamy introduz uma sonoridade diferente e gentil que faz desta uma faixa pop bem agradável."
Muse lançou oficialmente o clipe de "Madness" em 5 de setembro de 2012.

## Faixas
| Download digital |           |                 |         |  |
| N.º              | Título    | Compositor(es)  | Duração |  |
| 1.               | "Madness" | Matthew Bellamy | 4:39    |  |

## Tabelas

### Paradas musicais
| Paradas (2012)                               | Melhor posição |
| -------------------------------------------- | -------------- |
| Alemanha (Media Control Charts)              | 67             |
| Austrália (ARIA Charts)                      | 82             |
| Áustria (Ö3 Austria Top 40)                  | 56             |
| Bélgica (Ultratop 50 Flandres)               | 41             |
| Bélgica (Ultratop 40 Valônia)                | 10             |
| Canadá (Canadian Hot 100)                    | 43             |
| Coreia do Sul (Gaon International Chart)     | 7              |
| Dinamarca (Hitlisten)                        | 38             |
| França (SNEP)                                | 14             |
| Irlanda (IRMA)                               | 74             |
| Itália (FIMI)                                | 9              |
| Japão (Japan Hot 100)                        | 9              |
| Espanha (PROMUSICAE)                         | 30             |
| Países Baixos (Single Top 100)               | 43             |
| Suíça (Schweizer Hitparade)                  | 27             |
| Reino Unido (UK Singles Chart)               | 25             |
| Estados Unidos (Billboard Hot 100)           | 45             |
| Estados Unidos (Billboard Rock Songs)        | 1              |
| Estados Unidos (Billboard Digital Songs)     | 29             |
| Estados Unidos (Billboard Alternative Songs) | 1              |

### Certificações
| País           | Certificador | Certificação |
| -------------- | ------------ | ------------ |
| Canadá         | MC           | Platina      |
| Estados Unidos | RIAA         | 2× Platina   |
| Itália         | FIMI         | Platina      |
| Suíça          | IFPI         | Ouro         |